# The Rum Diary (film)
The Rum Diary är en amerikansk dramakomedi-film från 2011. Filmen baseras på romanen Romträsket (The Rum Diary) av Hunter S. Thompson. Johnny Depp spelar huvudrollen som journalisten Paul Kemp, som reser till Puerto Rico för att skriva för tidningen The San Juan Star. Filmen regisserades av Bruce Robinson och producerades av Johnny Depp genom hans produktionsbolag Infinitum Nihil. 
Johnny Depp spelade rollen som Raoul Duke i 1998 års filmutgåva av Hunter S. Thompsons roman Fear and Loathing in Las Vegas och var även personlig vän till Thompson.

## Handling
Författaren Paul Kemp reser 1960 till San Juan, Puerto Rico för att arbeta som journalist för tidningen The San Juan Star. Väl på plats tillbringar han merparten av sin tid med att dricka rom med sina excentriska kollegor, men blir också indragen i skumraskaffärer där mäktiga amerikanska intressen sysslar med ljusskygga markaffärer.

## Medverkande
- Johnny Depp som Paul Kemp, journalist för The San Juan Star
- Aaron Eckhart som Hal Sanderson, affärsman
- Amber Heard som Chenault, Sandersons flickvän
- Giovanni Ribisi som Moberg
- Richard Jenkins som Edward Lotterman, redaktör för The San Juan Star
- Bill Smitrovich som Art Zimburger
- Michael Rispoli som Bob Sala
- Julian Holloway som Wolsey
- Amaury Nolasco som Segurra
- Marshall Bell som Donovan

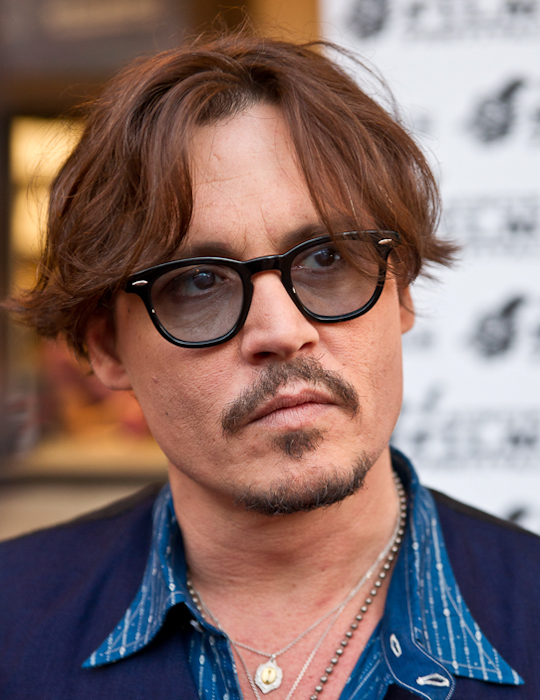
Johnny Depp
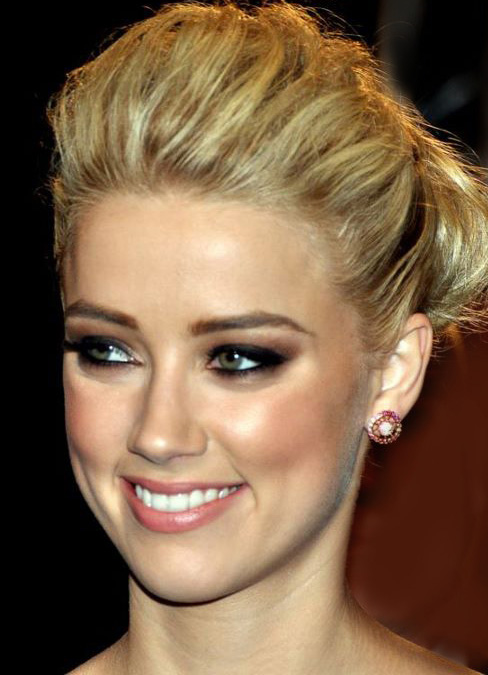
Amber Heard
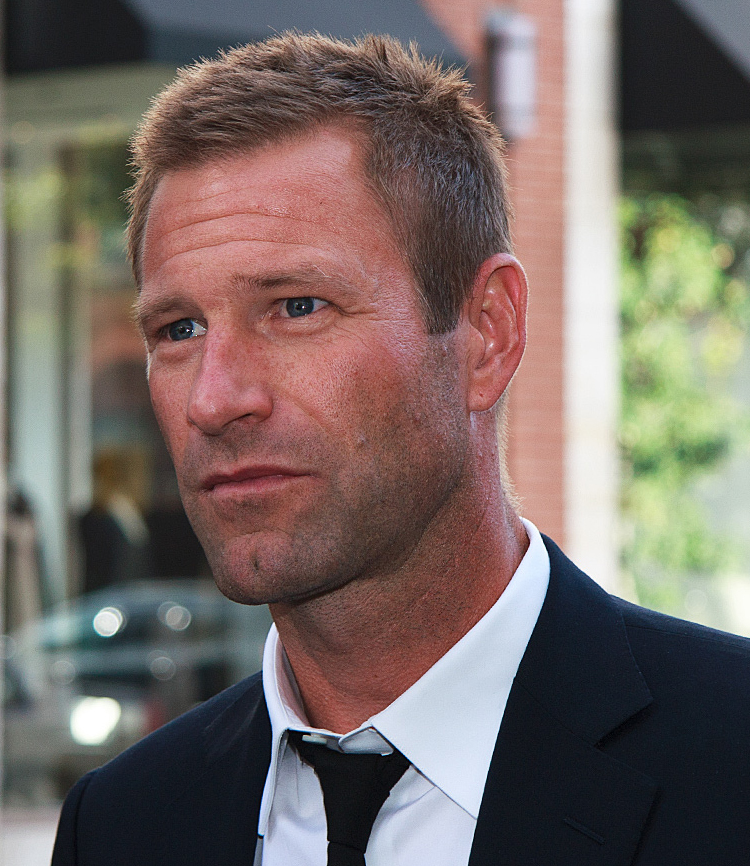
Aaron Eckhart
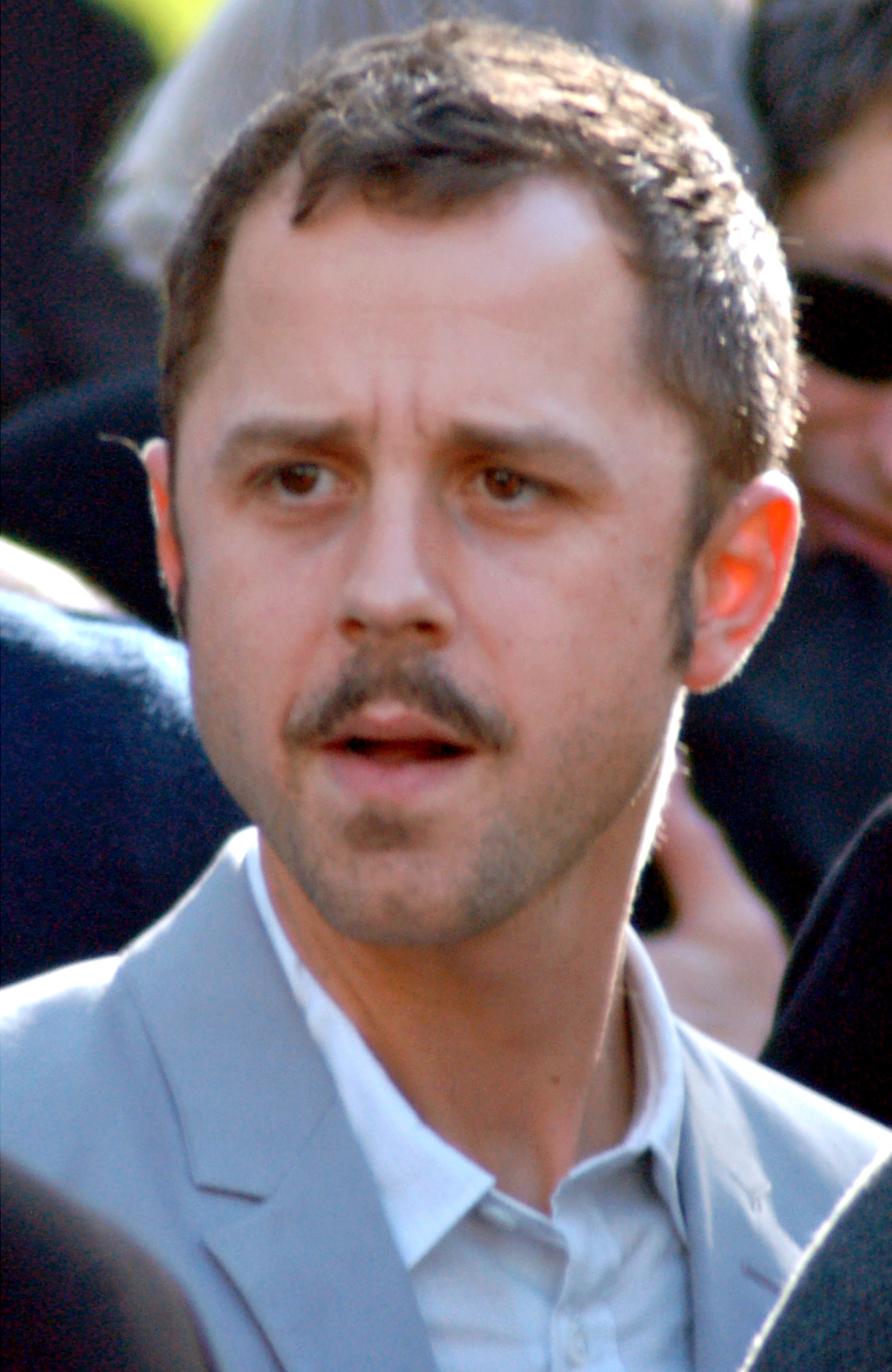
Giovanni Ribisi